# دة برم (مقاطعة فيروزآباد)
دة برم (بالفارسية: ده برم) هي قرية تقع في قسم أحمد آباد الريفي في إيران. يقدر عدد سكانها بـ 791 نسمة بحسب إحصاء 2016.